# (742) Edisona
(742) Edisona es un asteroide perteneciente al cinturón de asteroides descubierto el 23 de febrero de 1913 por Franz Heinrich Kaiser desde el observatorio de Heidelberg-Königstuhl, Alemania.
Está nombrado en honor del inventor estadounidense Thomas Alva Edison (1847-1931).
Forma parte de la familia asteroidal de Eos.